# دگراندیشی ژاپنی در امپراتوری ژاپن قرن بیستم
دگراندیشی ژاپنی در امپراتوری ژاپن قرن بیستم (انگلیسی: Japanese dissidence in 20th-century Imperial Japan) موضوعی است که افراد مخالف نظامی‌گری امپراتوری ژاپن را در قبل یا در طول جنگ جهانی دوم را تحت پوشش قرار می‌دهد.

## مقاومت قبل از جنگ جهانی دوم

### حادثه خیانت علیه حکومت
کوتوکو شوسوی، آنارشیست ژاپنی ، منتقد امپریالیسم بود. امپریالیسم: شبح قرن بیستم در سال ۱۹۰۱ از آثار او است. در سال ۱۹۱۱، دوازده نفر، از جمله کوتوکو شوسوی، به جرم دست داشتن در حادثه خیانت علیه حکومت، که یک نقشه نافرجام برای ترور امپراتور میجی بود، اعدام شدند. همچنین کاننو سوگاکو، معشوقه کوتوکو و یک زن «آنارکو-فمینیست» نیز به دلیل درگیری با این نقشه اعدام شد.

### حلقه جاسوسی ریشارت زورگه
ریشارت زورگه افسر اطلاعات نظامی شوروی بود که در آلمان و ژاپن نظارت داشت و با هویت یک خبرنگار ژاپنی برای روزنامه آلمانی فرانکفورتر سایتونگ (Frankfurter Zeitung) کار می‌کرد. او در سال ۱۹۳۳ وارد یوکوهاما شد و دو روزنامه‌نگار را به خدمت گرفت: روزنامه‌نگار روزنامه آساهی، هوتسومی اوزاکی، که خواهان انقلاب‌های کمونیستی موفق در چین و ژاپن بود و یوتوکو میاگی در سال ۱۹۳۲ که مقالات و گزارش‌های روزنامه ژاپنی را به انگلیسی ترجمه کرد و شبکه‌ای متنوعی از علاقمندان ایجاد کرد.
در سال ۱۹۴۱، او به اتحاد جماهیر شوروی گفت که نخست‌وزیر کونوئه فومیمارو تصمیم گرفته بود که به فکر حمله فوری به شوروی نباشد و در عوض، نیروهای خود را در هندوچین فرانسه (ویتنام) نگه دارد. این اطلاعات به اتحاد جماهیر شوروی اجازه داد تا بدون ترس از حملات ژاپن، تانک‌ها و سربازان خود را به جبهه غربی اختصاص دهد. در اواخر همان سال، زورگه و اوزاکی هر دو به جرم خیانت (جاسوسی) مجرم شناخته شدند و سه سال بعد در سال ۱۹۴۴ اعدام شدند.